# 太平鸟属
是鸟纲雀形目太平鸟科下的唯一一个屬。这一科的鸟属于小型雀类，体羽松软，有些种类在翅尖有红色，有如蜡封，因此在英文中称它们为“蜡翅”（Waxwing）。 这个科的鸟广泛分布在欧亚大陆北部和北美洲。本屬物種均树栖，多数种类主要以果实为食，特别是浆果。

## 分类
只有一个属太平鸟属，共3个物种。
- 太平鸟属

- 太平鸟 Bombycilla garrulus (Linnaeus, 1758)
- 小太平鸟 Bombycilla japonica (Siebold, 1824)
- 雪松太平鸟 Bombycilla cedrorum Vieillot, 1808

## 外部連結
- 维基共享资源上的相關多媒體資源：太平鸟属
- 維基物種上的相關：太平鸟属